# 906
Năm 906 là một năm trong lịch Julius.